# Olga Albizu
Olga Albizu Rosaly (1924–2005) foi uma pintora expressionista abstrata.

## Biografia
Albizu nasceu e cresceu em Porto Rico, onde ela estudou pintura com o pintor espanhol Esteban Vicente na Universidade de Porto Rico em 1946. Ela se mudou para a cidade de Nova Iorque em 1948. Depois disso, ela estudou em Paris na Académie de la Grande Chaumière e na Accademia di Belle Arti em Florença. Posteriormente, ela passou um ano pintando em Provença, como Van Gogh e Cézanne fizeram antes dela. Em 1953 ela retorna para Nova Iorque.
Seus trabalhos foram utilizados na arte de várias capas de gravações, incluindo inúmeros álbuns de Stan Getz.